# Indicador de la mel nan
L'indicador de la mel nan (Indicator pumilio) és una espècie d'ocell de la família dels indicatòrids (Indicatoridae) que habita la selva humida de muntanya de Ruanda i la zona limítrofa de l'oest d'Uganda.